# Wartislaw Swantiboricz

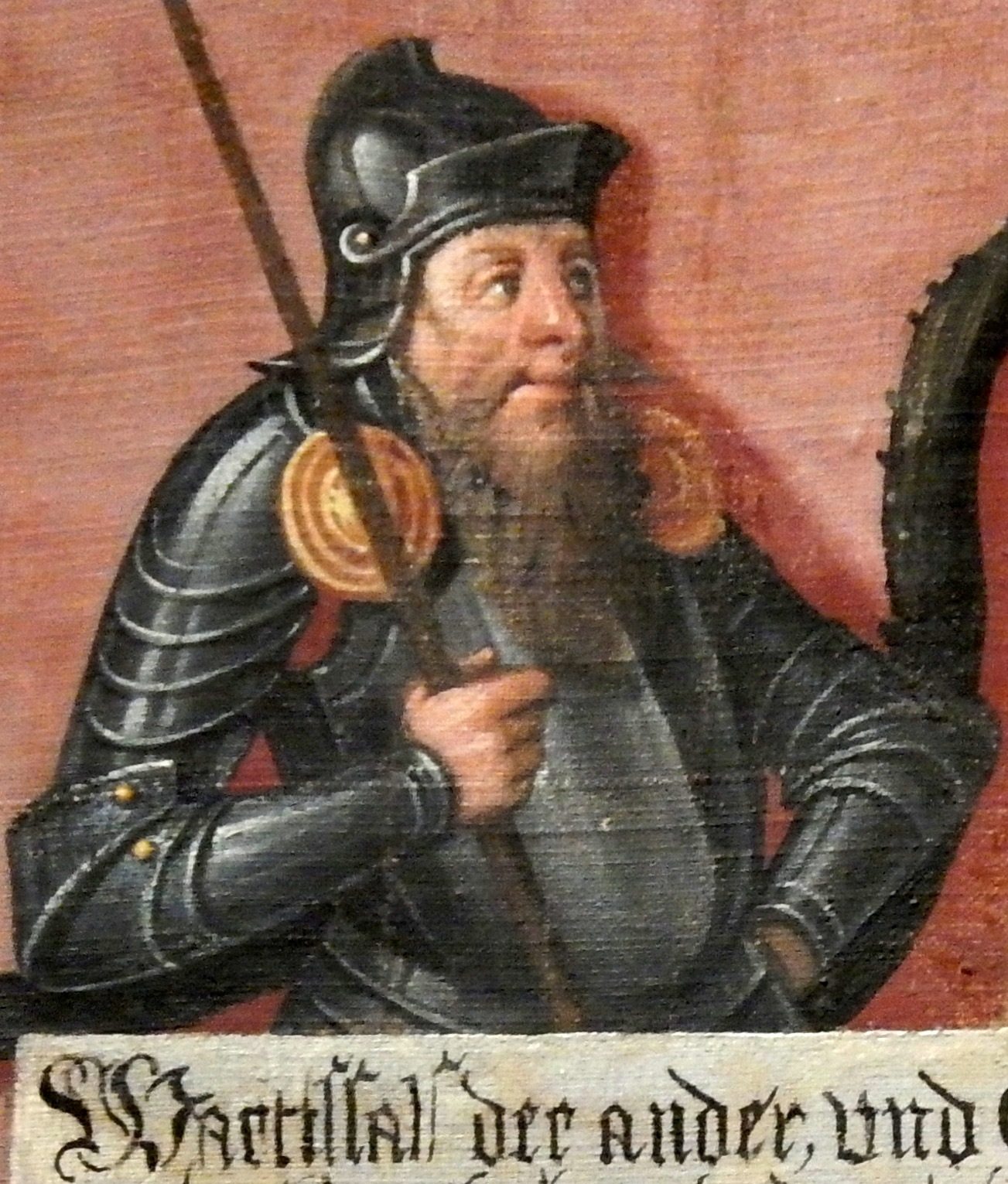
Wartislaw (II.) Swantiboriz, aus dem Stammbaum der Greifen von Cornelius Krommeny, 1598.

Wartislaw Swantiboricz († 1196), auch Wartislaw Swantiboriz, Wartislaw II. von Stettin oder Wartislav der Jüngere, war Kastellan von Stettin. Er war als Angehöriger einer Nebenlinie, der Swantiboriden, mit dem in Pommern herrschenden Greifenhaus verwandt.
Wartislaw ist der einzig bekannte Sohn von Swantibor, einem sonst nicht näher belegten pommerschen Fürsten. 
Anfang der 1170er Jahre soll Wartislaw die von den Dänen unter König Waldemar I. belagerte Burg Stettin nach Verhandlungen übergeben haben. 1173 stiftete er das Kloster Kolbatz.
Nach dem Tode Herzog Bogislaws I. von Pommern hatte er gemeinsam mit der Herzoginwitwe Anastasia die Vormundschaft über die minderjährigen Herzöge Bogislaw II. und Kasimir II. Diese Vormundschaft gilt als wichtiges Indiz für seine vermutete Verwandtschaft mit dem Greifenhaus. Er hatte den Auftrag, beim dänischen König Knut VI. um die Lehnserneuerung nachzusuchen. Jedoch kam es während seiner Regentschaft zu einem Aufstand gegen die dänische Herrschaft. Schließlich setzte Knut VI. ihn 1189 ab und bestimmte den rügischen Fürsten Jaromar I. zum Vormund der jungen Herzöge. Wartislaw zog sich danach aus der Öffentlichkeit zurück. Aus den späten Jahren ist nur sein Sterbejahr 1196 in den Aufzeichnungen des Kolbatzer Klosters überliefert.
Als seine Nachkommen sind zwei Söhne bekannt:
- Bartholomäus von Stettin († um 1220), vielleicht Kastellan von Stettin
- Kasimir († um 1220), Kastellan von Kolberg

Umstritten ist, ob auch Bischof Konrad II. von Cammin († um 1233) ein Sohn Wartislaws war.